# Martine Bordet
Pour les articles homonymes, voir Bordet.
Martine Bordet, née 9 avril 1949 à Angers (Maine et Loire), est une athlète française, spécialiste du lancer du javelot, licenciée à l'US Métro puis à l’AS Police Paris.

## Palmarès
- 18 sélections en équipe de France A
- 7 sélections en équipe de France jeunes

Championnats de France Élite :

- - 2e du lancer du javelot en 1968 (44,58 m)
- - Championne de France du lancer du javelot en 1969 (46,08 m)
- - Championne de France du lancer du javelot en 1970 (46,66 m)
- - Championne de France du lancer du javelot en 1971 (47,90 m)
- - 2e du lancer du javelot en 1973 (44,48 m)

## Record personnel
| Épreuve           | Performance | Lieu        | Date |
| ----------------- | ----------- | ----------- | ---- |
| Lancer du javelot | 49,82 m     | Saint-Denis | 1971 |